# Still Waters
A Still Waters című lemez a Bee Gees együttes harminchetedik nagylemeze.

## Az album dalai
1. Alone (Barry, Robin és Maurice Gibb) – 4:49
2. I Surrender (Barry, Robin és Maurice Gibb) – 4:18
3. I Could Not Love You More (Barry, Robin és Maurice Gibb) – 3:43
4. Still Waters Run Deep (Barry, Robin és Maurice Gibb) – 4:08
5. My Lover's Prayer (Barry, Robin és Maurice Gibb) – 4:00
6. With My Eyes Closed (Barry, Robin és Maurice Gibb) – 4:19
7. Irresistible Force (Barry, Robin és Maurice Gibb) – 4:36
8. Closer Than Close (Barry, Robin és Maurice Gibb) – 4:34
9. I Will (Barry, Robin és Maurice Gibb) – 5:08
10. Obsessions (Barry, Robin és Maurice Gibb) – 4:43
11. Miracles Happen (Barry, Robin és Maurice Gibb) – 4:12
12. Smoke And Mirrors (Barry, Robin és Maurice Gibb) – 5:00
13. Love never dies (Barry, Robin és Maurice Gibb) – 4:05
14. Rings around the moon (Barry, Robin és Maurice Gibb) – 4:29

A 13. és 14. szám csak a Japán kiadáson szerepel.

## A számok rögzítési ideje
1994 és 1996 között (Middle Ear stúdió Miami Beach, Los Angeles, The Hit Factory New York, Unique Recording Stúdió New York, Mayfair Stúdió London)
- 1994: Love never dies, Rings around the moon (Middle Ear stúdió Miami Beach)
- 1995 október: Obsessions, I Will, (Unique Recording Studios, New York; Mayfair Studios, London; The Hit Factory, New York
- 1996 március: I Surrender, I Could Not Love You More(Los Angeles)
- 1996 március: Miracles Happen, Irresistible Force (The Hit Factory New York)
- 1996 július: Closer Than Close (Middle Ear stúdió Miami Beach)
- 1996: Alone, Smoke And Mirrors, My Lover's Prayer, With My Eyes Closed, Still Waters Run Deep (Middle Ear stúdió Miami Beach)

## Közreműködők
- Barry Gibb – ének, gitár, dob
- Robin Gibb – ének
- Maurice Gibb – gitár, billentyűs hangszerek, ének
- Manu Katche – dob
- Steve Jordan – dob
- Jeff Bova – szintetizátor, billentyűs hangszerek
- Gen Rubin – szintetizátor
- Dough Rasheed  – szintetizátor
- Chucky Booker  – szintetizátor
- Steve Skinner – szintetizátor
- Robbie Kondor – billentyűs hangszerek
- Kevin Wooten  – billentyűs hangszerek
- Peter Vettesse  – billentyűs hangszerek
- Alan Clark  – billentyűs hangszerek
- Rob Mounsey  – billentyűs hangszerek
- David Foster  – billentyűs hangszerek
- Mike McEvoy  – billentyűs hangszerek
- George "Chocolate" Perry – basszusgitár
- Tony Jackson  – basszusgitár
- Pino Palladino  – basszusgitár
- Anthony Jackson  – basszusgitár
- Raphael Saadiq  – basszusgitár
- Alan Kendall – gitár
- Marc Schulman  – gitár
- Michael Thompson  – gitár
- Dean Parks  – gitár
- Mike McEvoy  – gitár
- Raphael Saadiq  – gitár
- Spanky Alford  – gitár
- Carl Verheyn  – gitár
- Waddy Waxhtel  – gitár
- Carlos Alomar  – gitár
- Artie Smith – gitár
- Davil Elliott – ütőhangszerek
- Ralph MacDonald – ütőhangszerek
- Dave Halpern- ütőhangszerek

## A nagylemez megjelenése országonként
A standard kiadás mellett:
- Japán Polydor POCP-7215 1997, Polydor/Universal UICY-3821 2004
- Koreai Köztársaság Polygram DG 3068 1997

## Az album dalaiból megjelent kislemezek, EP-k
- Alone / Closer Than Close Egyesült Királyság Polydor 573 588 2  1997, Franciaország Polydor 573 588 2  1997, Svájc Polydor 573 588 2  1997
- Alone / Closer Than Close / Rings Around The Moon Ausztrália Polydor 573 527-2  1997, Egyesült Királyság Polydor 573 527-2  1997, Japán Polydor PODP 1134 1997, Németország Polydor 573 527-2  1997
- Alone / How Deep Is Your Love / Words / I've Gotta Get a Message To You (Special edition) Egyesült Királyság Polydor 573 529 2 1997
- Alone / Stayin Alive Egyesült Államok Polydor 3145 71006 2 1997
- Alone / How Deep Is Your Love Egyesült Államok Polydor 3145 71006 7 1997
- Alone / Stayin Alive / Decadence / Rings Around The Moon Egyesült Államok USA A&M  1997
- Alone Egyesült Királyság Polydor ALONE1 promo 1997, Polydor AL:1 promo 1997, Egyesült Államok Polydor PRCDP 00406 promo 1997, Japán Polydor PODP 1134 promo 1997, Németország Polydor ALONE1 promo 1997
- Alone (edit) / Alone (single mix) Egyesült Államok Po$lydor PRCDP 00456 promo 1997
- I Could Not Love You More / Love Never Dies / Brits Awards Medley Egyesült Államok Polydor 571 223 2  1997, Egyesült Királyság Polydor 571 223 2  1997, NémetországPolydor 571 221-2  1997
- I Could Not Love You More / Jive Talkin / To Love Somebody / Stayin Alive (Special edition) Egyesült Királyság Polydor 571 299 2 1997
- I Could Not Love You More Mexikó Polydor CDP628-2 promo 1997
- I Could Not Love You More Egyesült Királyság Polydor COULD1 promo 1997
- I Surrender  Mexikó  Polydor CDP664-2 promo 1997
- Still Waters (Run Deep) / Obsessions / Stayin' Alive (1996 studio version) / Still waters (Run Deep) Németország Polydor 571 789-2 1997
- Still Waters (Run Deep) / Night Fever / More Than a Woman / You Should Be Dancing (Special edition) Egyesült Királyság Polydor 571 885 2 1997
- Still Waters (Run Deep) Egyesült Királyság UK Polydor STILL1 promo 1997, Franciaország Polydor 3628 promo 1997

## Eladott példányok
A Still Waters lemezből a világban 4,6 millió példány (ebből az Egyesült Államokban 690 ezer, az Egyesült Királyságban 200 ezer, Németországban 700 ezer, Franciaországban 400 ezer) kelt el.

## Number One helyezés a világban
- Still Waters: Svájc, Új-Zéland